# Vasco da Gama (Stadt)
Vasco da Gama (kurz: Vasco bzw. Vasku) ist eine Stadt im indischen Bundesstaat Goa.
Der Ort gehört zum Municipal Council Mormugao, eine der größten Städte Goas mit etwa 100.000 Einwohnern (2011) und einem bedeutenden Seehafen.
Der Ort befindet sich am westlichen Ende der Mormugão-Halbinsel an der Mündung des Flusses Zuari, etwa 30 km von der Landeshauptstadt Panaji entfernt.
Die Stadt wurde 1543 gegründet und war bis zur Annexion durch Indien im Jahr 1961 portugiesisches Territorium. Der Name entstammt dem portugiesischen Entdecker und Seefahrer Vasco da Gama.
Der Ort verfügt über eine Anbindung an den Schienen- (South Central Railway), Straßen- (National Highway NH 17A), Schiffs- (Mormugoa Harbour) und Luftverkehr (Dabolim Airport).